# فرنسيس فورد (محامي)
فرنسيس فورد (بالإنجليزية: Francis Ford)‏ هو قاضي ومحامي أمريكي، ولد في 23 ديسمبر 1882، وتوفي في 26 مايو 1975.